# Androcles

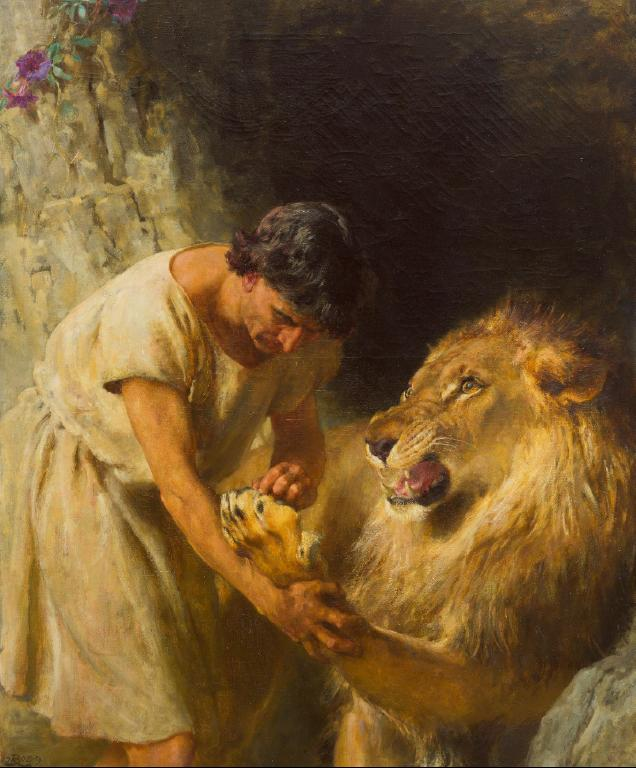
Androcles y el León, de Briton Rviere (1915), ilustración de la famosa fábula de Esopo sobre la historia de un esclavo homónimo del rey de Mesenia, que sacó una espina a un león y ganó para siempre su amistad agradecida.

Androcles fue un rey de Mesenia durante el siglo VIII a. C. Se estimaba que era hijo y sucesor del rey Fintas, pero este podría considerarse un personaje más mitológico que histórico. A través de él, Androcles y su hermano Antíoco eran tenidos como descendientes de la diosa Afrodita y de Faetón, como el resto de la casa real mesenia y arcadia, con la que estaban emparentados.
Al morir su padre, compartió el trono con Antíoco, pero su reinado duró poco, pues tras una disputa con su hermano, los partidarios de unos y de otros llegaron a las armas y Androcles murió en el enfrentamiento en el 756 a. C.[cita requerida], quedando Antíoco como único soberano también por poco tiempo, pues falleció poco después. El trono de Mesenia pasó entonces a Eufaes, hijo de Antíoco, en una situación de tenso conflicto con la vecina Lacedemonia, que ambicionaba las riquezas mesenias y que aún no había vengado la muerte de su rey Téleclo a manos mesenias unos años antes.
| Predecesor: Fintas | Reyes de Mesenia | Sucesor: Antíoco |